# Digimon Adventure: Last Evolution Kizuna
Digimon Adventure: Last Evolution – Kizuna (デジモンアドベンチャー LAST EVOLUTION 絆, Dejimon Adobenchā LAST EVOLUTION Kizuna) est un film d'animation japonais sorti en 2020 au Japon et en France. Produit par la Toei Animation et animé par la Yumeta Company, il est dérivé de la franchise Digimon.
Le film est un succès commercial, avec plus de 24 millions de dollars de recettes mondiales, ; en raison de son exploitation en sorties limitées dans la plupart des pays du monde, et de l'absence de sortie en salle aux États-Unis due à la pandémie de Covid-19, la grande majorité de ces recettes proviennent respectivement de la Chine (plus de 19 millions US $), du Japon et de Hong Kong. Une forte performance en lien avec les réouvertures des cinémas liées à la pandémie dans diverses régions d'Asie,,. Il connaît un succès notable aux États-Unis, se classant troisième en ventes nationales avec plus de trente mille copies Blu-ray écoulées en une semaine (95 % de part de marché).
Last Evolution Kizuna est peu remarqué par les critiques de cinéma, recevant des retours positifs principalement de la presse nord-américaine consacrée à la pop culture et aux animes, qui saluent l'exécution douce-amère des thèmes du long métrage. En Europe, les experts cinéma sont plus sévères, notamment à l'égard de ses dialogues chargés et d'une approche stylistique susceptible de perdre un large public.
Il est présenté au Grand Rex de Paris, le 22 septembre 2020. Le film sort dans les salles françaises le 24 septembre 2020 en distribution événementielle de quatre jours par CGR Events qui, après un 1er bilan positif, connaît quelques séances supplémentaires à partir du 30 septembre 2020,. Cependant, Last Evolution Kizuna est particulièrement mal accueilli par son cœur de cible et les spectateurs en salle. L'ayant droit décide de ne pas sortir le film en l'état et arbitrairement, Last Evolution Kizuna ne bénéficie pas d'édition DVD, Blu-Ray et VOD en France. Le doublage français produit par Toei Animation Europe pour cette occasion ne comportait pas les voix de la série télévisée.
Ballon d'essai pour une relance de la marque en France, les ambitions commerciales se voient réduites au cours des années qui suivent,, ; la franchise continue néanmoins d'être sur différentes plateformes et en télévision, sans que l'idée d'une diffusion du film ne s'impose, ce long métrage devient une arlésienne. Le succès sur la durée des premiers Digimon en français, notamment chez le partenaire du film ADN, favorise une nouvelle tentative commerciale par Bandai France depuis 2023. De son côté, Toei Animation France perd sa relation privilégiée avec les nouveautés de la franchise en sus d'années d'importations qui ne suscitent pas de réel engouement auprès du public français — une période entamée avec la série Digimon Appmon et qui s'est successivement soldée par Last Evolution Kizuna, tous deux proposés en 1re diffusion en France après le Japon,,,.
Last Evolution Kizuna se déroule dans la même continuité que les deux premières séries d'animation Digimon Adventure, le long métrage sert de conclusion à la première saison télévisée sortie en 1999. Il n'est en revanche pas lié à Digimon Adventure: (2020). Un second volet suit à l'automne 2023 au Japon : The Beginning, autour des héros de la seconde saison de Digimon,. Il est distribué en Amérique du Nord avec une exploitation quasi simultanée.

## Synopsis
Dix ans se sont écoulés depuis l'été où Tai Kamiya a rencontré Agumon et les autres Digimon, et où ils ont vécu d’incroyables aventures dans le digimonde. L'existence des digisauveurs et des Digimon est désormais largement connue à travers le monde. Tai est à présent étudiant, tandis que Matt Ishida et ses compagnons sont entrés dans la vie active. Plusieurs incidents inexplicables se produisent un peu partout et des digisauveurs du monde entier perdent connaissance. Menoa Bellucci et son assistant Kyotaro Imura - deux universitaires dont le domaine de recherche sont les Digimon – sollicitent Tai et ses amis pour tenter d’élucider ces mystérieux phénomènes. Ils leur expliquent qu’Eosmon, un Digimon inconnu, serait à l’origine de tous ces incidents.
Ensemble, ils décident d’unir leur force pour l’affronter dans une terrible bataille. Mais l’issue du combat révèle une vérité bien difficile à admettre : lorsqu’un digisauveur devient adulte, son partenaire Digimon disparaît. La menace continue de se propager et touche bientôt les amis proches de Tai. Ce dernier va alors se retrouver confronté au pire des dilemmes : choisir entre ses amis ou son partenaire Digimon.

## Fiche technique
Sauf indication contraire, les informations mentionnées dans cette section peuvent être confirmées par la base de données cinématographiques IMDb,  présente dans la section « Liens externes ».
- Titre original : デジモンアドベンチャー LAST EVOLUTION 絆 (Dejimon Adobenchā LAST EVOLUTION Kizuna)
- Titre français : Digimon Adventure: Last Evolution – Kizuna
- Réalisation : Tomohisa Taguchi
- Scénario : Akatsuki Yamatoya
- Studio de production : Toei Animation
- Studio d'animation : Yumeta Company
- Musique : Harumi Fūki
- Sociétés de distribution : Toei Animation, CGR Events (France, Belgique, Luxembourg), Les Films 26[23] (Afrique francophone, Maghreb)
- Pays d'origine :  Japon
- Langue originale : japonais
- Date de sortie :
  -  Japon : 21 février 2020
  -  France : 24 septembre 2020 (sortie nationale), 22 septembre 2020 (avant-première en VOSTFr au Grand Rex)
  -  Belgique : 24 septembre 2020 (Bruxelles, Wallonie)
  -  Luxembourg : 24 septembre 2020
  -  Afrique francophone : 11 décembre 2020
  -  Tunisie : 13 janvier 2021
- Classifications :
  - France, Belgique : Tous publics (visa d'exploitation CNC no 2020002136, code distributeur no 2812).[24]
  - Luxembourg : Potentiellement préjudiciable aux enfants de moins de 6 ans (+6).
  - Allemagne : Approuvé pour les 12 ans et plus (FSK 12).
  - Australie : Certaines scènes peuvent heurter les enfants - Accord parental souhaitable (PG - Parental Guidance Suggested).

## Distribution
Les comédiens japonais de la série d'OAV Digimon Adventure tri. reprennent leurs rôles, la distribution de la série télévisée de 1999 n'ayant pas été reconduite en 2015 en raison du refus de Toshiko Fujita pour des raisons de santé,. Dans la continuité de cette précédente série de films, les rôles des protagonistes de la deuxième saison (désormais jeunes adultes) sont redistribués à de nouveaux comédiens, tandis que leurs Digimon conservent leurs voix d'origine.
À l'international et en Europe, les protagonistes et leurs Digimon respectifs sont globalement doublés par les mêmes comédiens que dans la série originale de 1999. La distribution vocale d'une 1re version française — à ce jour non éditée — était toutefois différente pour ce long métrage.

### Voix françaises
- Brieuc Lemaire : Tai Kamiya
- Didier Colfs : Agumon
- Bruno Mullenaerts : Matt Ishida
- Sandrine Henry : Menoa Bellucci
- Alessandro Bevilacqua : T.K. Takaishi
- Thibaut Delmotte : Izzy Izumi

Sources et légendes : carton de doublage via ANN. Version française adaptée par Mélanie Decouzon et dirigée par Véronique Fyon chez Lylo Belgium.

### Voix japonaises
- Natsuki Hanae : Taichi Yagami
- Yoshimasa Hosoya : Yamato Ishida
- Suzuko Mimori : Sora Takenouchi
- Mutsumi Tamura : Kōshirō Izumi
- Hitomi Yoshida : Mimi Tachikawa
- Junya Ikeda : Joe Kido
- Junya Enoki : Takeru Takaishi
- Mao Ichimichi (M.A.O) : Hikari Yagami
- Chika Sakamoto : Agumon
- Mayumi Yamaguchi : Gabumon
- Atori Shigematsu : Piyomon
- Takahiro Sakurai : Tentomon
- Shihomi Mizowaki : Palmon
- Junko Takeuchi : Gomamon
- Miwa Matsumoto : Patamon
- Yuka Tokumitsu : Tailmon
- Fukujūrō Katayama[29] : Daisuke Motomiya
- Ayaka Asai[29] : Miyako Inoue
- Yoshitaka Yamaya[29] : Iori Hida
- Arthur Lounsbery[29] : Ken Ichijouji
- Junko Noda[29] : V-Mon
- Kōichi Tōchika[29] : Hawkmon
- Megumi Urawa[29] : Armadimon
- Naozumi Takahashi[29] : Wormmon
- Mayu Matsuoka[30] : Menoa Bellucci
- Daisuke Ono[30] : Kyotaro Yamada
- Yuna Taniguchi : Morphomon
- Hiroaki Hirata : Gennai
- Yoshihito Sasaki : Parrotmon
- Miho Arakawa : Ayaka
- Yukiko Morishita : Cliente

## Production

### Développement

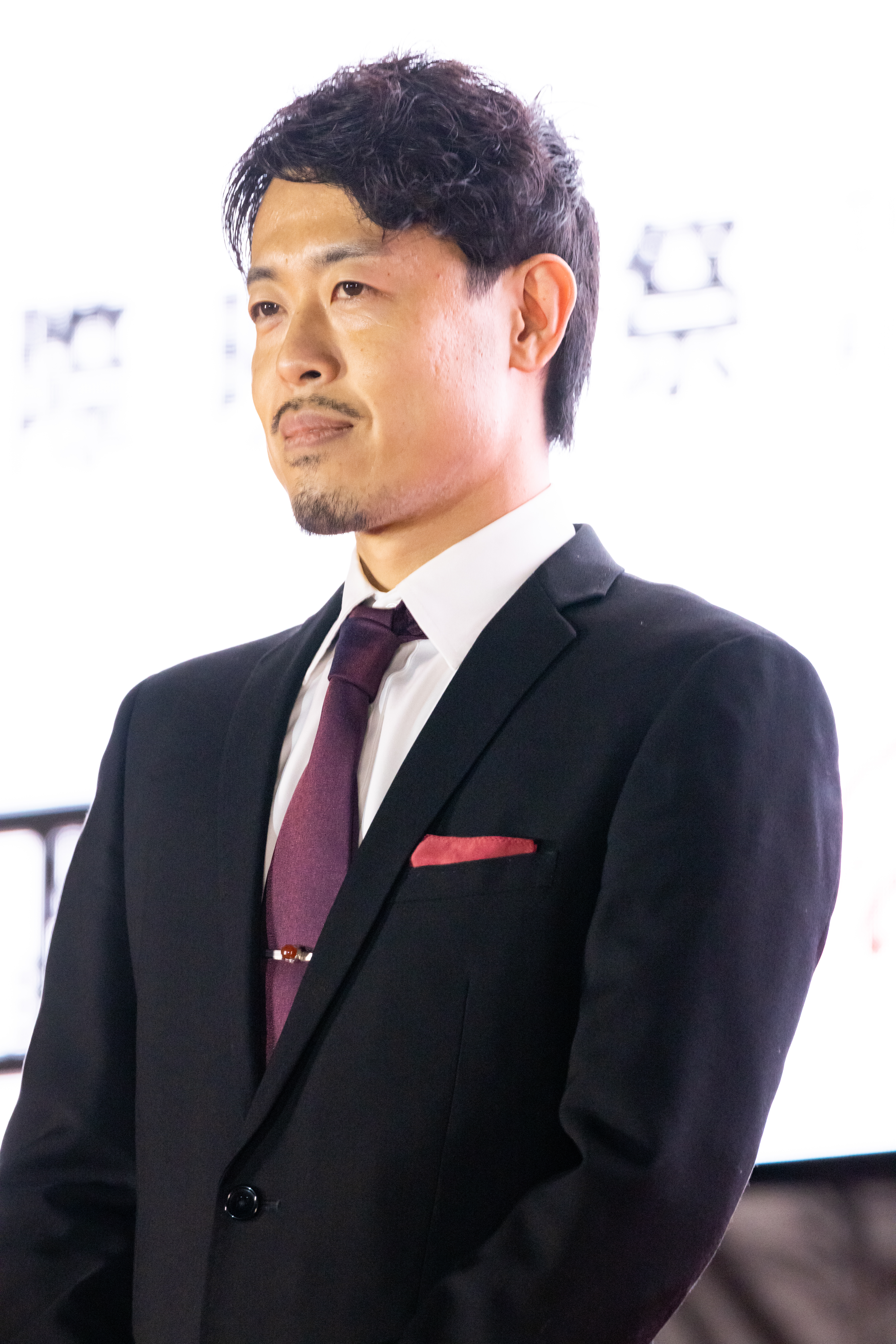
Le réalisateur Tomohisa Taguchi.

À la suite d'un désintérêt croissant du jeune public japonais et de plusieurs années ponctuées d'échecs répétés, la franchise Digimon est alors mise en sommeil dès 2012. Pour relancer la marque, une nouvelle série d’OAV intitulée Digimon Adventure tri. est lancée au Japon. Ce dérivé exploitant le dessin-animé Digimon Adventure, pensé comme une option viable pour renouer avec la rentabilité, cible principalement les  adolescents et jeunes adultes de la génération Y, : son premier opus est un succès commercial à son échelle (230 millions de yens) en septembre 2016. Dans ce contexte favorable, la décision est prise de produire un film de cinéma centré sur cet univers, avec comme idée directrice d'en marquer sa fin : C’est ainsi que le développement de Last Evolution Kizuna débute en 2017, « L'ultime aventure, l'ultime digivolution » pour le 20e anniversaire de la première série télévisée,. 
Le 4 mai 2018, un « nouveau projet » est officiellement annoncé sur le compte Twitter officiel et le 29 juillet 2018, le film « Digimon Adventure : Last Evolution Kizuna » est officiellement annoncé au public. Une première image des deux protagonistes masculins, âgés de vingt-deux ans, est dévoilée sur le site officiel de la première série originale à l'occasion de l'événement Digimon Thanksgiving 2018. Toei Animation veut rapprocher commercialement ces personnages du public vieillissant de cette franchise. Une première bande-annonce est ensuite postée par Toei Animation sur YouTube. Les illustrations de l'ensemble des digisauveurs adultes sont dévoilées en décembre 2018 dans le magazine V Jump.
La nouvelle équipe de production vise la même cible commerciale que celui de Digimon Adventure tri., à savoir les spectateurs qui étaient des enfants devant Digimon en 1999, tout en cherchant à prendre ses distances avec cette série de six OAV violemment accueillie par la critique et le public afin de susciter un écho plus favorable, « la résonance a été moindre et la concurrence rude sur cet univers », dont le succès commercial s'est essoufflé sur la durée (jusqu'à 130 millions de yens de recettes en moins),, ; des éléments et des mécanismes qui reflètent potentiellement ces séries télévisées aux yeux des spectateurs d'antan sont intégrés,. L'introduction du film fait un clin d'œil appuyé aux anciennes productions, avant de passer à un contenu plus distinct autour de thèmes qui se veulent universels, comme l'enfance, la vie adulte et al dans son récit,.
Produit ainsi que supervisé par Toei Animation avec le concours de Hiromi Seki, le character designer du long métrage est Katsuyoshi Nakatsuru avec Kenji Watanabe dans la conception et les illustrations des monstres pour Bandai. Yosuke Kinoshita est le producteur du projet pour la Toei Animation avec Tomohisa Taguchi à la réalisation au studio Yumeta Company, Seiji Tachikawa assure la fonction de directeur en chef de l'animation. Toei Animation laisse carte blanche au réalisateur pour esquisser sa proposition,. Le scénario et les dialogues sont travaillés par Akatsuki Yamatoya, récurrent dans son domaine sur les séries de Toei Animation telles que les tokusatsu, qui oriente ensuite le storyboard dressé par le réalisateur et ses directives. Yamatoya amène l'idée d'inclure les protagonistes de la seconde saison de Digimon lors de discussions avec les équipes et le réalisateur, l'ébauche initiale de Tomohisa Taguchi n'incluant pas ces personnages.

### Divergences
Le 28 mai 2018, la série Digimon Adventure tri. vient alors de projeter son sixième et dernier OAV. L'existence du film n'avait pas encore été formellement révélée, ni celle des autres effectifs qui y collaboraient. Hiroyuki Kakudō, le réalisateur des deux premières saisons Adventure et à qui l'on demande de superviser l'écriture du scénario, annonce néanmoins sur Twitter qu'il quitte l'équipe de production du film après l'approbation de quelque chose qui, selon lui, n'est pas compatible avec ce que les séries précédentes avaient établi.
Kakudō déclare le 30 mai 2018 que son départ s'est fait en accord avec le producteur du film, en rappelant que le réalisateur d'une série commandée par un studio et une société de jouets n'est pas l'unique auteur de l'œuvre produite et que, malgré son départ du projet, une création peut être appréciable sans les multiples concepts de ces séries. La Toei Animation se refuse à tout commentaire. Le 28 juillet 2019, Kakudō s'exprime positivement sur la présence des protagonistes de la deuxième saison et estime que réunir tous les personnages originaux « donnera le cachet d'un digne anniversaire » au film.

### Chronologie et suite
Le déroulement de cette histoire se situe en 2010, soit cinq années après tri. et onze années après les aventures de la première série de 1999. Le 20 septembre 2020, le producteur Yosuke Kinoshita précise que Digimon Adventure: Last Evolution Kizuna s'inscrit dans la continuité des deux premières séries Digimon Adventure, des deux films dérivés d'Adventure 02 et de la série d'OAV tri.. Cela inclut l'épisode 50 de la deuxième saison, L’éblouissement, qui se déroule en 2028 avec les protagonistes d'Adventure adultes et, avec dixit, « la vie devant eux » ; tout en considérant Last Evolution Kizuna comme le « chapitre final » des aventures de Tai et ses amis, Kinoshita estime qu'il y a encore un nombre infini d'aventures à attendre, d'autres digisauveurs. Le producteur lance néanmoins l'idée en interne d'une suite à l'automne 2020.
Le 1er août 2021, une suite est annoncée au DigiFes 2021 par l'équipe créative de Last Evolution Kizuna, et dont l'histoire se centre exclusivement sur les personnages de la deuxième saison. Digimon Adventure 02: The Beginning tourne autour de la rencontre de Davis Motomiya avec Lui Ohwada, qui prétend être la première personne à s'être associée à un Digimon. Pour le réalisateur Tomohisa Taguchi, The Beginning se distingue sur sa thématique : alors que Last Evolution Kizuna se concentre sur la fin des digisauveurs, The Beginning traite plutôt de leurs origines. Cette suite sort dans les salles de cinéma au Japon le 27 octobre 2023.

## Sorties

### Asie

Logo original du film.

Au Japon, le film sort le 21 février 2020 dans quarante-huit salles de cinéma du pays, puis dans soixante-et-une salles à partir de sa quatrième semaine d'exploitation en mars, en raison d'un certain nombre de reports de diffusion dus à la pandémie de Covid-19.
En raison de la pandémie de Covid-19 sur Tokyo et l'ensemble du Japon, l'état d'urgence sanitaire est progressivement appliqué dans diverses régions ; à l'ensemble du Japon le 7 au 16 avril 2020 et est prolongé dans plusieurs régions. Du 14 au 25 mai 2020, alors qu'un assouplissement de l'urgence s'effectue dans certaines régions ; à l'ensemble du Japon, l'état d'urgence est progressivement rétabli dans diverses régions ce jusqu'à fin juillet. Causant progressivement arrêts, annulation et séances reportées du film au fil des semaines en raison des fermetures (et réouvertures) des salles de cinéma japonaises, le film fait sa dernière séance le 23 juillet 2020,. « C'est frustrant, mais nous n'avions jamais pensé que le film serait projeté pendant si longtemps et que les gens répondraient présents dans cette situation inimaginable, avec beaucoup de retours de votre part. Nous espérons que le jour viendra bientôt où nous pourrons voir le film dans les salles de cinéma dans de meilleures conditions et de la manière dont nous le souhaitons », communique le réseau social du film. Une édition DVD et Blu-ray standard et Deluxe sort le 2 septembre 2020 au Japon. Le film est sélectionné au Tenjin Cinema Selection 2021 Summer, du 7 au 8 août 2021. Deux sets du jeu de cartes Digimon Card Premium Edition sont produits pour la sortie du film et vendus dans certains cinémas projetant le film, le 21 février 2020, puis en précommandes limitées sur le site Premium de Bandai.
À Taïwan, le film est distribué par Mandy Communications en version originale et mandarin avec des sous-titres en chinois traditionnel avec une avant-première le 22 avril et une sortie nationale le 24 avril 2020.
À Hong Kong, la sortie du film prévue pour le 23 avril est reportée au 16 mai 2020 en raison de la pandémie ; il est distribué par New Screen Films Limited en version originale avec des sous-titres en chinois traditionnel et en version doublée en cantonais ; avec un rebond des contaminations et le renforcement des mesures sanitaires entre juillet et août, le film ressort le 28 août 2020.
À Singapour, le film est distribué par Odex en avant-premières les 13 et 14 juillet, et en sortie nationale le 16 juillet 2020 en version originale avec des sous-titres chinois simplifié et anglais. En Malaisie, la sortie initialement prévue le 16 avril est reportée au 1er juillet pour une première exploitation dans les cinémas Golden Screen, puis étendue à tous les cinémas du pays à partir du 23 juillet 2020 par le distributeur Odex Private Limited, en version originale avec des sous-titres en chinois simplifié, anglais et malais.
En Chine continentale, le film est importé par China Film Group Corporation et distribué par Huaxia Film Distribution, en version originale et en mandarin avec des sous-titres en chinois simplifié, d'abord dans onze villes pour des projections en avant-première le 24 octobre et en sortie nationale le 30 octobre 2020.
En Corée du Sud, la sortie annoncée pour le 20 juin est annulée à cause de la pandémie et reportée sur une sortie VOD le 16 juillet 2020 sur les services Naftel et Naver (en VOST) ; en raison du grand nombre de demandes pour une projection en salle, la société de distribution Early Bird annonce finalement une sortie limitée dans soixante-dix salles à partir du 17 février 2021 (en VOST) ; à la suite de l'accueil favorable, une version doublée exclusive aux services VOD s'annonce en mars pour le 9 avril 2021.
En Asie de l'Ouest et au Moyen-Orient, le film sort en Égypte le 23 septembre 2020, aux Émirats arabes unis et en Arabie saoudite, le 24 septembre 2020 dans trente-deux salles en version originale avec des sous-titres anglais et arabes, ainsi qu'en doublage anglais et arabe par le distributeur Front Row Filmed Entertainment,.

### Europe
En Espagne, le film est annoncé le 24 janvier 2020 pendant la Selecta Vision Event, pour une sortie en salle le 15 mai. La sortie est reportée au 20 novembre en raison de la pandémie de Covid-19 frappant le territoire, puis repoussée en raison du rebond des contaminations en Europe, pour le 1er avril, et enfin avancée au 31 mars 2021. Le 30 mars 2021, une avant-première est organisée avec la présence des comédiens de doublage au Palacio de la Prensa à Madrid. En avril, Selecta Vision annonce les éditions physiques pour une sortie le 28 mai 2021 sur le territoire, ainsi qu'une édition collector pour le 28 juillet 2021. Le film sort sur les plateformes Filmin et Prime Video le 18 juin 2021,. L'exploitation du film s'étend à travers plusieurs festivals en 2021. Le doublage européen espagnol fait le choix de faire revenir tous les comédiens originaux ; le 18 janvier 2022, Bianca Rada (Tai) est nommée dans la catégorie « meilleur comédien (Castillan) » aux 6e Crunchyroll Anime Awards pour Last Evolution Kizuna. Il a également été diffusé en catalan sur la chaîne SX3 le 30 mars 2023. Au 27e Manga Barcelona, il remporte le prix du meilleur film d'animation au format physique par Selecta Vision, le 29 octobre 2021,.
Au Portugal, la sortie de Digimon Adventure: A Última Evolução Kizuna est reportée à de multiples reprises et s'officialise pour une distribution par NOS Audiovisuais pour le 8 septembre 2022 dans soixante salles, ; après plusieurs années de réticences, le distributeur mise sur l'exploitation d'une version doublée,,,,.
En Allemagne, Toei Animation Europe confie en septembre 2020 la possibilité d'une sortie dans le pays et « ailleurs en Europe » ; le 8 septembre 2021, KSM Anime annonce l'acquisition des droits avec Koch Media pour une distribution événementielle dans plus de cent quatre-vingt-dix cinémas, dans le pays et en Autriche du 21 octobre au 27 octobre 2021, en version sous-titrée et en version doublée. Le film est prolongé par le distributeur dans vingt-deux salles pour une deuxième semaine d'exploitation à partir du 28 octobre 2021. La promotion s'appuie sur la présence des voix originales allemandes,. En novembre, KSM Anime annonce la sortie d'une édition physique à tirage limitée pour le 18 novembre 2021 et une édition physique standard pour le 12 février 2022 ; le film intègre le 10 janvier 2022 les catalogues de différents services VOD. Le 18 janvier 2022, Florian Knorn (Tai) est nommé dans la catégorie « meilleur comédien (Allemand) » aux 6e Crunchyroll Anime Awards pour Last Evolution Kizuna.
En Italie, le film s'annonce le 23 juillet 2021 pour une distribution événementielle par Anime Factory de Koch Media du 9 décembre au 15 décembre 2021 en version doublée dans deux-cent-dix cinémas. Le 28 décembre 2021, le film intègre les catalogues des plateformes vidéos, ; une édition italienne à tirage limitée en DVD et en Blu-Ray s'annonce pour le 17 février 2022. Le doublage marque une rupture avec les séries télévisées.
Au Royaume-Uni, le film s'annonce le 23 août 2021 dans le cadre du festival Scotland Loves Anime, pour une projection (en version sous-titrée) le 15 octobre 2021 à Édimbourg avec All The Anime ; le 24 février 2022, Anime Limited annonce une projection unique du film (en version sous-titrée) en partenariat avec la chaîne Showcase Cinemas à travers le Royaume-Uni, le 9 mars 2022 à 19 heures, dans une sélection de cinémas de Bristol, Cardiff, Coventry, Derby, Dudley, Leeds, Leicester, Liverpool, Nottingham, Peterborough et de Reading. En octobre 2021, une édition physique est annoncée comme étant en préparation chez Anime Limited et après plusieurs années de réticence due aux résultats décevants des deux évènements en version japonaise, celle-ci voit le jour le 27 novembre 2023, ; l'activité aux États-Unis attire l'attention de l'éditeur et le succès de sortie physique avec la version doublée permet de jauger la demande commerciale et de relancer la franchise outre-Manche pour de nouveaux projets.

### Amérique et Océanie

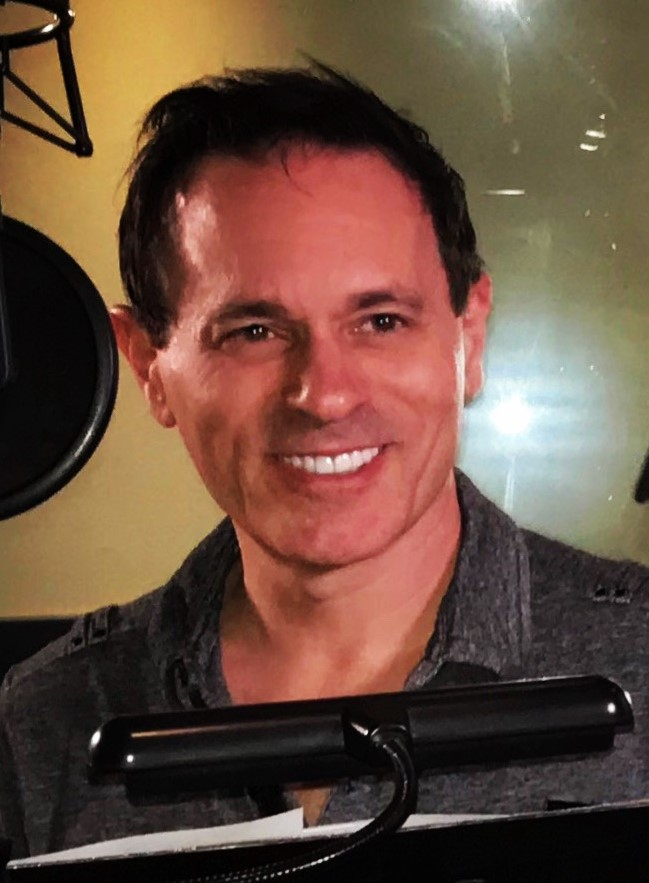
Joshua Seth, interprète de Tai Kamiya pour le doublage aux États-Unis.

L'exploitation nord-américaine du film fait suite au lancement stratégique de Digimon Adventure tri. (2016) aux États-Unis par Toei Animation et Shout! Factory, dans un contexte où la franchise au Japon confirme son essoufflement et ne constitue plus la marque phare qu'elle était à la fin des années 1990 pour certains observateurs du secteur, Toei Animation présente des projets tels que Digimon Tri à des professionnels issus de nombreux pays, plusieurs années de suite, sans trouver de réelles opportunités,,,,. « C’est une tentative de ressusciter une série qui a beaucoup marché à une époque mais qui depuis ne survit plus que grâce à ces jeux » décrit le journal français Le Monde. L'approche adoptée diffère de celle du Japon, : elle prend en compte le style marqué de l'adaptation anglophone produite pour Fox Kids, et rompt avec le jeunisme du casting japonais en réunissant une partie des comédiens de doublage établis de la série télévisée — souvent associés à des productions de chez Disney, de dessins animés et des œuvres emblématiques pour la génération Digimon, — une initiative devant permettre à une catégorie de spectateurs de renouer avec la franchise,,. Le succès des séries Digimon sur des plateformes comme Hulu a été déterminant, selon Joshua Seth (Tai), « sans le soutien [des fans], les producteurs n'auraient jamais investi du temps, de l'argent ou des ressources pour de nouveaux Digimon ». Last Evolution Kizuna rencontre le soutien des fans qui renforce la confiance des décisionnaires pour de nouveaux projets à long terme sur ce marché,. Ce tour de force est ensuite émulé dès 2021 par différents pays pour Kizuna, après plusieurs années de frilosité dues à la chute de notoriété de la franchise au Japon,,,. Brian Donovan (Davis), Philece Sampler (Mimi) et Neil Kaplan (Hawkmon) sont néanmoins absents sur ce nouveau projet en raison de la crise sanitaire liée au Covid-19, ces comédiens absents par le contexte de la pandémie font leur retour dans la suite, The Beginning, qui connaît une sortie simultanée à quelques jours dans des pays comme les États-Unis — devenu le principal marché pour Digimon,,.
En Amérique du Nord, Digimon Adventure: Last Evolution Kizuna est censé être projeté au cinéma le 25 mars 2020 en version originale japonaise sous-titrée en anglais, cependant en raison de la fermeture des salles due à la pandémie de Covid-19 sur le territoire, la sortie est annulée. Une sortie direct-to-video par l'éditeur américain Shout! Factory s'annonce pour le 7 juillet, la production est néanmoins retardée, puis repoussée sine die le 9 mai ; le 20 juillet 2020, la distribution du film en achat digital est annoncée pour une sortie le 29 septembre 2020 sur Prime Video, iTunes, Microsoft Store et PlayStation Network, et la sortie physique en DVD et Blu-Ray se confirme pour le 6 octobre 2020.
En Australie et en Nouvelle-Zélande, Madman Entertainment confirme le 31 août, après une première annonce pour le 7 mars et un report, une exploitation limitée dans une sélection de salles à partir du 17 septembre 2020, réalisant ainsi la première mondiale du film en anglais, ; une avant-première (en VOST) a lieu le 7 mars 2020 au Madman Anime Festival, à Sydney. Une édition physique suit également par le même distributeur australien, le 13 janvier 2021.
En Amérique latine, Toei Animation confie le 24 février 2020 la possibilité d'une distribution entre avril et septembre de la même année ; cependant ce n'est que le 8 janvier 2022 qu'une distribution exclusive de Cinépolis à travers son réseau de cinéma s'annonce ; Digimon Adventure: La Última Evolución Kizuna est confirmé, du 24 février au 27 février 2022 dans une sélection de salles du Mexique, de l'Argentine, du Chili, du Pérou, du Guatemala, du Honduras, du Panama, du Salvador, de la Colombie et du Costa Rica. L'exploitation est prolongée de deux semaines au Pérou, de trois semaines au Chili et jusqu'au 23 mars 2022 au Mexique. Le doublage latino-espagnol fait le choix de faire revenir la majorité des comédiens originaux, pour la plupart retirés de la profession,.

## Sortie francophone (2020)
Digimon Adventure: Last Evolution Kizuna sort le 24 septembre 2020 en France métropolitaine ainsi qu'à La Réunion, en Belgique et au Luxembourg,, par le distributeur CGR Events, dans un total de cent soixante-quatorze salles, avec pour partenaires Anime Digital Network et Crunchyroll SAS.
La France est le premier pays à diffuser le film sur l'ensemble de son territoire après l'Asie dans cent soixante-deux salles, avec une à deux séances par cinéma,,. En trois jours de sortie événementielle à pleine échelle (et selon disponibilités, quatre jours), le film enregistre des chiffres de fréquentation supérieurs à ceux de l'Italie et du Portugal en première semaine (près de 4 000 entrées),,, un 1er bilan positif pour le distributeur entre deux confinements, dans un contexte de crise de la pandémie de Covid-19,,.
Cette sortie a néanmoins « divisé les fans de la franchise » d'après le Journal du Japon. Les voix attitrées de la série télévisée ne sont pas reprises dans l'adaptation doublée; l'ayant droit français Toei Animation n'exploite pas le film ni cette première adaptation sur d'autres supports — en DVD ou en vidéo à la demande, Last Evolution Kizuna devient une « arlésienne » dans un parcours qui restera actif sur différentes plateformes pour la franchise.
Ballon d'essai pour le territoire,, ce lancement échoue à convaincre les investisseurs et est suivi d'une série d'annulations, qui affectent les projets annoncés à l'époque pour la France,,, jusqu'à une relance commerciale trois ans plus tard autour de la première série en VF — reconduite sur ADN et acquise par Pluto TV en 2022 — avec des produits dérivés proposés dans les grandes surfaces par Bandai France et divers partenaires,,.

### Historique

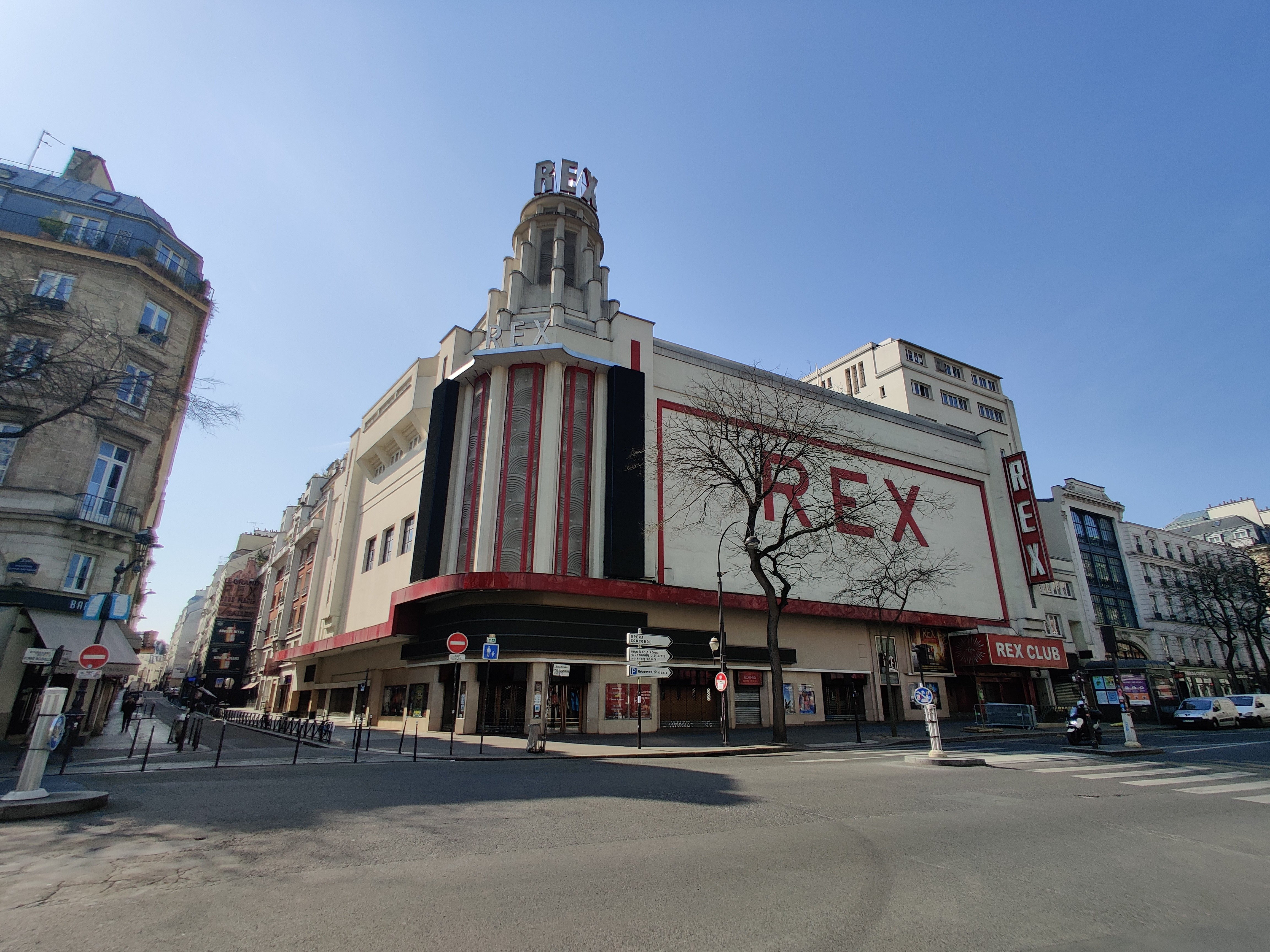
À l'avant-première du Grand Rex, Toei Europe affirme sa volonté de pousser la franchise en France si l'accueil des nouvelles propositions y est favorable ; cependant, de nombreux projets commerciaux sont ensuite avortés ou freinés dans leur élan,,.

La sortie francophone est annoncée par les réseaux sociaux du distributeur le 24 août 2020 et est présentée par Toei Animation Europe comme étant « à destination des fans de la première heure de la licence Digimon ». « Avec la sortie en salles de ce film, nous allons mesurer les attentes des spectateurs et des fans de la série. […] L'objectif est de créer l’événement sur l’ensemble des territoires » précise la filiale européenne.
Le film est exploité en distribution événementielle, du 24 septembre 2020 au 27 septembre 2020, en version originale sous-titrée et en version française selon disponibilités. Il connaît des séances supplémentaires dans plusieurs villes françaises par le distributeur salles CGR Events ; une prolongation communiquée comme étant « grâce [aux] fans de la saga », par le groupe CGR.
La sortie se poursuit à partir du lundi 28 septembre au samedi 3 octobre 2020 au MK2 Bibliothèque de Paris pour quatre séances uniques à 20 h, et au sein de trente-quatre cinémas du réseau CGR pour trois séances uniques le mercredi 30 septembre à 14 h, le samedi 3 octobre à 16 h et le dimanche 4 octobre 2020 à 18 h,,.
Le 22 septembre 2020, une avant-première s'organise au cinéma du Grand Rex de Paris (en version originale sous-titrée) devant notamment un parterre de « dizaines d'influenceurs » en présence de l'animatrice Kayane pour produire diverses séquences promotionnelles pour ADN, CGR et Toei Animation — qui ne sont toutefois pas exploités par la suite — et de Ryuji Kochi, président européen de Toei Animation. Elle se déroule dans la 2e salle du complexe, dont la capacité est divisée par le protocole Covid-19 qui impose un siège vide entre chaque place ou entre chaque bulle de spectateurs.
Le film, en version française et en version originale sous-titrée, s'étend le 11 décembre 2020 en Afrique francophone dans plusieurs villes du Bénin, du Burkina Faso, du Cameroun, de Côte d'Ivoire, du Congo, de Djibouti, de Madagascar, du Mali et du Niger, ; en Tunisie du 13 janvier au 20 janvier 2021 en VOSTFR, et du 25 janvier au 9 février 2021 en VF, et également, au Gabon du 15 mai au 10 juillet 2021,, par le distributeur Les Films 26,.

#### Rupture de continuité vocale
Le casting français de la série d'origine n'est pas approché pour le doublage, comme le confirment Donald Reignoux (Tai), ainsi que Alexis Tomassian (Matt) et Dorothée Pousséo (Yolei), apprenant l'existence de ce film dérivé et d'une sortie française par le biais de fans sur les réseaux sociaux. En mars 2021 dans l'émission StreamVF, Tomassian, Reignoux et également Hervé Rey (Agumon) expriment le regret de ne pas avoir été appelés sur le film,. La version doublée en français est alors délocalisée et produite en Belgique par le groupe Lylo, sans continuité et cohérence vocale pour cette sortie destinée au grand public francophone,.

#### Installation et campagne promotionnelle
L'exploitation du film s'inscrit dans une dynamique moderne de Digimon. Une nouvelle adaptation télévisée des aventures de Tai débute en avril 2020 et est proposée en japonais chez les futurs partenaires du film en France : Ce reboot (Digimon Adventure:) cible une nouvelle jeune génération, tandis que ce long métrage s'appuie sur une affinité avec un public ayant « grandi avec Digimon ».
Dans une fenêtre de six mois avant la sortie du film, les deux premières saisons en VF — en imposant les génériques en japonais dessus — et Adventure tri. en VOSTFr, sont également proposées par Toei Animation sur la plateforme de vidéo à la demande Anime Digital Network (ADN). La communication de Last Evolution Kizuna suit cette dynamique avec une bande-annonce déployée principalement en japonais, par le distributeur dès le 2 septembre 2020.
Une diffusion événementielle par le circuit CGR Events et ses partenaires (Kinepolis, MK2, Megarama, Cinéville, indépendants) donne une visibilité au long métrage par la projection de sa bande-annonce en avant séances des films à l'affiche. Pour promouvoir le film, une campagne d'affichage publicitaire est aperçue dans plusieurs villes en France, y compris sur les bus et dans les stations de métro. Des encarts et des spots publicitaires sur Internet sont également déployés. Du 19 au 20 septembre 2020, Anime Digital Network (ADN) organise un marathon spécial sur la plateforme en ligne Twitch destiné à la diffusion de la première saison en version française (attirant près de 400 000 spectateurs uniques) ; devant 7 900 personnes,, les cinq premières minutes du film y sont présentées (en version originale sous-titrée) en avant-première après le dernier épisode. Les opérations promotionnelles par l'agence Histoire 2 pour Toei Animation et de EveryOne pour ADN rencontrent un vif intérêt, ; la marque est identifiée. Lors de l'avant-première parisienne et dans certains cinémas participants, des produits dérivés à l'effigie de l'événement sont distribués : teeshirt, flacon de gel hydro-alcoolique, tote bag, pixel art.
La version française produite pour ce long métrage est plus discrète dans la communication en ligne et dévoile, sur fond musical du générique japonais « Butter-Fly » en bande-annonce, des voix qui tendent à se coller aux interprétations japonaises. Une approche à contre-courant de celle adoptée par la majorité des pays qui ont exploité le film par la suite et qui ont privilégié une démarche pleinement fédératrice avec le public concerné, et le plus grand nombre,,,. L'accroche avec la cible se limite alors qu'aux noms des personnages et à une partie des termes français.
En septembre 2020, le groupe CGR indique que le film rencontre un bon accueil en salles de la part des « fans » au cours des quatre jours initialement prévus sur l'exploitation hexagonale, le spectre de la pandémie de Covid-19 est à considérer à ladite période ; les retours spectateurs témoignent plutôt d'un manque de fans réceptifs à l'offre proposée.

#### Fiasco retentissant, l'aprèsLast Evolution Kizuna

Après les échecs de Toei Europe en 2020, c'est à Bandai France de mener trois ans plus tard une tentative pour relancer la marque, avec des objets rétro et issus des premiers dessins animés, ainsi que des jeux vidéo,. Le long métrage restera une arlésienne.

Bien que ce long métrage réponde vraisemblablement aux attentes du distributeur français, l'éditeur Toei Animation prend la décision de ne pas commercialiser Last Evolution Kizuna en format vidéo physique (DVD, Blu-Ray), en achat digital ou encore, de le diffuser sur les plateformes VOD. Aucune communication sur la situation ne suit. Une distribution événementielle n'est pas une sortie nationale classique et la stratégie de son visa exceptionnel est aussi d'évaluer, sur une courte période, la relation de confiance qui peut s'établir avec une communauté de fans identifiée ; ce visa n’enclenche pas de chronologie des médias, permettant au film d'être distribué sur d'autres supports dans des délais plus réduits que ceux imposés sur une vraie diffusion,. Cependant, cette catégorie potentielle de fans ne donne vraisemblablement pas une image favorable dans cette optique, et le film est également affecté par le téléchargement illégal le mois précédant sa sortie française.
En 2020, Toei Animation Europe compte également sur le soutien d'une large audience sur une dizaine d'importations avec une traduction plus littérale et en rupture avec ce qui avait été proposé jusqu'à présent dans le pays (simulcast, anciennes productions et inédits en VO) pour continuer à développer Digimon et ses nouveautés en France, néanmoins, ce sont trois années confidentielles qui suivent pour la franchise sur le territoire,. Ces diffusions ne semblent pas avoir un grand effet sur l'audience des plateformes et des chaînes spécialisées. En septembre 2021, l'animé est reconduit en simulcast avec une nouvelle série, la branche commerciale Bandai France choisit néanmoins d'annuler le déploiement de produits dérivés (2021) et arbitrairement, de ne pas commercialiser en édition physique le jeu vidéo Digimon Survive (2022), initialement présenté avec la promotion du film,,, le soft teinté d'un style « anime » parvient à se positionner 11e des ventes françaises en ligne à sa sortie.
Le catalogue des premiers Digimon en version française, distribué à l'origine autour de ce film, est reconduit sur ADN et est acquis par Pluto TV (Paramount) à l'été 2022. À cette période, avec une activité reprenant à la hausse aux États-Unis, Toei France perd la main sur les nouveautés de la franchise après le faible écho d'Appmon (2017) et de Last Evolution Kizuna, exploités successivement en France après l'Asie,,.
À l'automne 2022, deux ans après la sortie française du long métrage, la branche française de Bandai mise sur le déploiement en grande distribution d'un nouveau produit d'appel : un virtual pet Digimon « rétro », semblable aux modèles commercialisés vingt-cinq ans plus tôt en France. Début 2023, la version française de Digimon s'impose en longévité chez le diffuseur ADN, ; après trois ans d'indécision et une mise sur le marché avortée, Bandai relance la marque en France avec des jouets dérivés de ces premières séries en grande distribution. À cette période, du merchandising de Digimon et de ce long métrage sont également déployés sur le marché français, ce malgré l'absence de distribution de ce film. La commercialisation physique d'un jeu vidéo est également retentée en France, y compris avec des précommandes dans certaines enseignes. Plusieurs années plus tard, une chance n'est pas redonnée à ce produit désapprouvé, les diffuseurs ADN et Crunchyroll continueront à proposer les séries de la franchise et à valoriser ce catalogue existant, en ignorant ce long métrage et sa suite The Beginning.

## Accueil

### Box-office
| Pays                | Box-office         | Entrées   | Période couverte |
| ------------------- | ------------------ | --------- | ---------------- |
| Chine               | 19 160 000 $       | 3 748 608 | 4 semaines       |
| Japon               | 2 318 407 $        | /         | 3 semaines       |
| Hong Kong           | 1 760 187 $        | 192 523   | 6 semaines       |
| Taïwan              | 315 935 $          | /         | 11 semaines      |
| Mexique             | 240 835 $          | 57 900    | 28 jours         |
| Thaïlande           | 162 788 $          | /         | 4 semaines       |
| Allemagne           | 125 685 $          | 9 213     | 2 semaines       |
| Espagne             | 110 431 $          | 15 239    | 2 semaines       |
| Corée du Sud        | 44 737,10 $        | 4 739     | 3 semaines       |
| Italie              | 35 346,60 $ (est.) | 4 826     | 12 jours         |
| France              | 28 761,60 $ (est.) | 3 684     | 4 jours          |
| Portugal            | 26 936,52 $        | 4 584     | 4 semaines       |
| Australie           | 23 372 $           | /         | 6 semaines       |
| Autriche            | 10 206,20 $        | 957       | 7 jours          |
| Nouvelle-Zélande    | 4 708 $            | /         | 4 semaines       |
| Émirats arabes unis | 3 980 $            | /         | 4 jours          |
| Royaume-Uni         | 2 597,21 $ (est.)  | 261       | 1 jour           |
| Luxembourg          | 686,51 $ (est.)    | 69        | 3 jours          |
| Égypte              | 285,34 $           | /         | 1 semaine        |

Au Japon, le film rapporte la somme de 120 millions de yens (1 105 168 $) lors de son premier week-end d'exploitation, prenant la sixième place au classement général du box-office,. La moyenne engrangée par cinéma est de 2,5 millions de yens (23 024,3 $). Il réalise le plus gros week-end d'ouverture pour un film Digimon moderne — La série de films Tri, à leur sortie, étaient des OAV avec une distribution limitée à dix copies et simultanément disponibles en VOD —, avec 78 437 entrées en quatre jours d'exploitation, sur 48 copies, puis 71 copies à partir de sa quatrième semaine d'exploitation en mars, en raison d'un certain nombre de reports de diffusion dus à la pandémie de Covid-19. Digimon Adventure: Last Evolution Kizuna est le dix-septième film d'animation le plus rentable au Japon en 2020, en rapportant 300 millions de yens (2 905 338 $) de son exploitation nationale totale. Le film tire profit d'un contexte moins concurrentiel dans son secteur et d'un marché présentant des difficultés moins radicales que d'autres pays touchés par la crise pandémique,.
En Chine continentale, le film dépasse le milliard de yens au box-office en quatre jours, dépassant ainsi la somme engrangée au Japon ainsi que ce qui représentait plus de 70 % des recettes du film en date du 30 octobre 2020 et devient en cinq jours (avec 11,42 millions de dollars) le film japonais le plus rentable en Chine en 2020 pour 2,45 millions de tickets vendus,,. Avec 124,44 millions de yuans (18,97 millions US $) de recettes après quatre semaines d'exploitation en tête au box-office chinois ; Digimon Adventure: Last Evolution Kizuna est le film étranger non américain le plus lucratif du box-office général chinois de l'année 2020, en s'y classant 27e pour un total de 125,2 millions de yuans (19,4 millions $), supplantant ainsi exceptionnellement le succès annuel des films de la franchise Doraemon. Une importante performance liée à la réouverture des cinémas à l'été 2020, après les fermetures liées à la pandémie de Covid-19 sur le continent en début de l'année,,.
À Hong Kong, le film entre en tête du box-office dès son premier jour d'exploitation le 16 mai 2020 ; il est 1er du box-office hongkongais pendant quatre semaines consécutives, 3e à la cinquième semaine d'exploitation et 9e la sixième semaine ; pour un total de 13,7 millions de dollars hongkongais (1 767 382 $ US) de recette, soit le 10e film au box-office général hongkongais de l'année 2020. Pour la première fois depuis 2016, un film japonais se trouve dans le top 10 annuel du pays.
À Taïwan, le film se hisse 1er du box-office dès son premier week-end d'exploitation et pendant quatre semaines consécutives, 3e à sa sixième semaine et reste dans le top 10 du box-office taïwanais à la septième et huitième semaine, il enregistre 9,31 millions TWD de recettes (315 935 $ US).
En Thaïlande, le film se hisse 1er dès le premier jour d'exploitation pour 6,2 cent mille bahts (19 597,8 $) et rapporte 2,84 millions de bahts (89 770,7 $) dans son week-end d'ouverture, ce qui représente le deuxième meilleur démarrage depuis la réouverture des cinémas à la suite de la pandémie ; pour un cumul de 3,81 millions de bahts (120 432 $) en huit jours et devient le film asiatique de 2020 le plus rentable sur ce territoire ; et totalise 5,15 millions de bahts (162 788 $) en se classant 4e dans les films d'animation le plus rentable de l'année du pays.
En Malaisie, le film se hisse en tête du box-office pendant deux semaines consécutives et à sa quatrième semaine d'exploitation. En Corée du Sud, le film se classe 12e du box-office général national pendant sa première semaine d'exploitation et rapporte 49 397 000 wons (44 737,1 $) pour 4 739 d'entrées cumulées en trois semaines d'exploitation.
En Australie, le film rapporte 23 372 $ de recette totale sur six semaines d'exploitation, 10 715 $ en première semaine d'ouverture sur 27 copies. En Nouvelle-Zélande, le film rapporte 4 677 $ de recette totale sur quatre semaines d'exploitation, avec 3 327 $ en première semaine d'ouverture.
Au Mexique, le film se classe 4e du box office général au cours sa première semaine d'exploitation, du 21 au 27 février 2022, en rapportant 4,9 millions de pesos mexicains (240,020 $) pour 57 900 spectateurs dans les salles de cinéma, il est exploité jusqu'au 23 mars 2022.
En Espagne, le film se classe en 13e position du box-office espagnol lors de son 1er week-end d'exploitation sur 108 copies avec 4.815 spectateurs et 30.669 € de recettes (36,077 $), du 31 mars au 4 avril 2021; 10,163 entrées et 61,999 € (72,881 $) en incluant son avant-première,,. Prolongé par le distributeur sur 92 copies, il se classe 18e pendant son deuxième week-end avec 2 224 spectateurs et 13 896 € de recettes, soit 92 281 € (110 431 $) pour un cumul de 15 239 entrées pour cette exploitation,.
En Allemagne, le film démarre en 12e position du box-office allemand avec 7 894 entrées et 92 353 € de recettes (107 110 $) pour 173 copies, du 18 au 24 octobre 2021,. Lors de sa seconde semaine, il rapporte 3 277 € avec 269 tickets vendus sur dix copies, du 25 au 31 octobre (3 800,63 $) pour un cumul total de 9 213 entrées pour 108 369 € de recettes (125 685 $).
En Autriche, le film démarre 24e avec 4 800 euros de recettes (5 566,99 $), 8 800 euros (10 206,2 $) en incluant les avant-premières,, avec un total de 957 entrées sur sa semaine d'exploitation. Au Luxembourg, le film est exploité en distribution événementielle de trois jours en septembre 2020, dans deux cinémas Kinepolis et réalise 69 entrées,, pour une estimation 586.5 € de recettes (686.51 $). Au Royaume-Uni, le film enregistre 261 entrées pour une estimation de 2 000,26 £ de recettes (2 597,21 $) lors de sa projection unique le 9 mars 2022 à 19 heures, dans une sélection de cinémas.
En France, le film est exploité en distribution événementielle sur 162 copies (dont 18 en Île-de-France),, du 24 au 27 septembre 2020, en pleine crise de la pandémie de Covid-19 à une période située entre deux confinements, avec un déficit des entrées de moins 70%. Digimon Adventure: Last Evolution Kizuna enregistre 3 684 entrées pour une estimation de 24 424,92 € de recettes (28 761,60 $),, un résultat positif pour le distributeur après quatre jours d'exploitation.
En Italie, le film se classe 16e du box office général avec 3 309 entrées et 24 964,25 € de recettes (28 251,5 $) après quatre jours d'exploitation sur 203 copies,,. Il rapporte une estimation totale de 31 369 € de recettes (35 346,6 $) pour 4 826 entrées,, au cours de ses douze jours de sortie du 9 au 15 décembre 2021.
Au Portugal, le film se classe 11e du box office général en rapportant 12 050 € (12 110 $) pour 2 225 entrées au cours de sa semaine d'ouverture sur 60 copies en septembre 2021,,. Lors de son deuxième week-end d'exploitation sur 44 copies, le film se classe 9e et accumule 22 537 € (22 564,5 $) pour 4 171 tickets vendus, il est exploité deux semaines supplémentaires et enregistre au total 24 623,73 € (26 285,6 $) de recettes pour 4 584 entrées,.

### Ventes vidéo
Au Japon, Digimon Adventure: Last Evolution Kizuna se vend à 1 495 exemplaires en Blu-Ray pour l'édition standard et à 1 610 exemplaires en DVD, qui occupent respectivement la 4e et la 1re place dans le classement des ventes d'anime en première semaine. L'édition collector, « Deluxe », écoule 10 039 exemplaires et se classe 2e du classement des ventes d'anime en Blu-ray à sa sortie entre le 31 août et le 6 septembre 2020.
Aux États-Unis, la sortie cinéma est annulée en raison des fermetures de salles de cinéma dues à la pandémie de Covid-19. La sortie Blu-Ray de Shout! Factory s'écoule à 31 040 exemplaires en six jours pour 453,494 $ de recettes. Le Blu-ray se classe 3e au classement général des ventes Blu-Ray aux États-Unis pour sa première semaine de commercialisation, le 11 octobre 2020,, Last Evolution Kizuna détient une part de marché spectaculaire de 95 % dans les sorties haute définition et vend 76 % d'unités de plus que la réédition 4K de Hocus Pocus de Disney. L'estimation totale des ventes (en décembre 2020) est de 705 734 $ (19 153 $ pour le DVD, 686 581 $ pour le Blu-ray).

### Critiques
Last Evolution Kizuna passe quasiment inaperçu auprès des critiques de cinéma, il reçoit des retours majoritairement positives de la part d'une presse spécialisée dans la pop culture et les animes, notamment américaine. La presse européenne cinéphile et plus générale est cependant plus rude.
En France, des dizaines d'influenceurs sont conviés à voir Last Evolution Kizuna en avant-première au Grand Rex de Paris en septembre 2020 avec des cadeaux à la clé, y compris quelques blogueurs et des sites mineurs d'une sphère « manga » qui publient des avis dithyrambiques sur le film. Le long métrage est projeté dans sa version originale lors de cet événement, de ce fait, aucun n'aura un commentaire le doublage réalisé, si ce n'est la mention de son existence sans plus de précision par rapport à la communication officielle alors peu transparente sur le sujet. Ces retours ne traduisaient cependant pas celui du public et ne se sont pas révélés suffisamment convaincants pour justifier la commercialisation, et l'exploitation de ce film,.
Takato du site français Manga-News donne 19/20 à ce film, estimant « tous les choix du film, qu'ils soient scénaristiques ou esthétiques » comme intouchables et à symboliques fortes, le fan considère Last Evolution Kizuna comme « une ode au passage à l'âge adulte. Le film est solennel, déchirant, grave même… mais aussi spectaculaire. […] Il faudra parfois juste quelques notes, un simple plan, ou une phrase déchirante, pour que notre gorge se noue. Oui, Last Evolution Kizuna cible avant tout l'adulte qui a connu les digisauveurs lorsqu'il était enfant. Et oui, le film le secoue, mais lui offre surtout les remerciements et le cadeau d'adieu le plus brillant qu'il soit. »
Plus mesuré dans son 9/10, Damien Hilaire d'IGN France déplore l'énième recours aux titres du défunt chanteur de la Toei Kōji Wada et la trop grande prépondérance de la BO tirée de la série télévisée, ainsi qu'une intrigue à enjeu binaire « dans l'ensemble plutôt classique », mais souligne les quelques individualités musicales et d'écritures des nouveaux intervenants dans cet objet cinématographique. Il exprime que « d'ordinaires les projets anniversaires ont tendance à être des œuvres sans prise de risque qui misent sur le fanservice pour contenter les fans. La saga Digimon fait le choix inverse […] Digimon Adventure: Last Evolution Kizuna est la surprise de cette fin d'année morose pour le cinéma. […] Quelle claque. C'est à la fois douloureux et chaleureux, comme une balle en plein cœur. On en ressort avec l'impression d'avoir laissé une partie de son âme dans la salle. »
Le parti pris mélancolique de cette « lettre d'adieu » fait également consensus chez les Chroniques de Cliffhanger, à PSMag.fr et pour Drakyng de NG+. La production dans son ensemble est appréciée, la représentation réduite des personnages féminins est néanmoins remarquée et déplorée par Alex Hasumin de TeamManga.fr, Courtney Lanning pour le quotidien Arkansas Democrat-Gazette ou encore Den of Geek. À quelques nuances près, ces critiques soulignent généralement que le film saura toucher avant tout son public, c'est-à-dire ceux qui étaient enfants lorsqu'ils ont découvert Digimon,.
Rafael Motamayor du site américain Polygon estime que le montage, qui s'appuie sur les codes de la série télévisée, pourrait constituer un frein pour les néophytes et que le film s'adresse à des « millenniaux » de cette génération Digimon, qui pourraient être tentés par quelque chose de plus que des scènes de combat ininterrompues, et note un ton « plus mélancolique que dans beaucoup de films d'animation modernes ». Comic Book Resources donne également une critique positive au film, « ce n'est pas un chef-d'œuvre cinématographique (sans surprise) [...] mais il montre comment faire vieillir gracieusement une propriété commerciale de longue durée ». Pour Nick Valdez de ComicBook.com, c'est « la conclusion que la franchise attendait depuis 20 ans ». Pour la rédaction de Anime!Anime! JP, Digimon Adventure: Last Evolution Kizuna est l'un des « meilleurs films d'animation de 2020 » dans leur sélection de fin d'année,.
Christopher Farris du site web d'actualité consacré à la japanimation Anime News Network lui attribue la note négative de « C- », il reconnaît le charme graphique minimaliste du film et quelques idées intéressantes, mais déplore le manque de sincérité de cette production en désaccord avec lui-même, un métatexte qu'il juge improbable de décrypter, et de plusieurs points de l'intrigue du film qu'il estime « vides de sens » et qui s'éternisent avec des « explications conceptuelles qui entravent le rythme », ainsi qu'une mise en valeur « frustrante et inégale des personnages », relevant la mise à l'écart de la protagoniste féminine Sora. En visionnant le doublage anglais, il constate que celui-ci est un atout commercial clé pour le film en raison de l'efficacité de l'adaptation ; c'est également l'avis de Christopher Zabel de DoBlu.com, « une direction légèrement différente de celle de la distribution japonaise » appréciée.
Pour le quotidien espagnol El Correo, c'est un opus « qui n'ose pas décrire avec la rigueur nécessaire le thème qu'il tente de développer », et déplore le manque de prise de risque quant à sa direction et ses codes, « Last Evolution Kizuna rejoue une cassette vidéo déjà entamée ». Pour Deciné21, c'est un film qui tombe dans les écueils des films d'animes japonais « avec des passages répétitifs et des dialogues interminables. Avant tout, il s'adresse aux fans, les nouveaux venus auront donc du mal à assimiler tous les concepts de la série en trop peu de temps », en saluant néanmoins « certains passages assez émouvants. De plus, l'animation est d'une qualité suffisamment élevée pour être une surprise. ». Le site web italien consacré au cinéma MyMovies.it déplore une trop grande présence des codes du produit télévisuel d'origine, « un exemple typique des films d'animation au cinéma actuellement, destiné à un public ultra-spécifique qui maîtrisera tout du sujet et qui, dans l'idéal, saisira tous les détours et toutes les autoréférences », mais salue « une atmosphère plus mélancolique qu'à l'accoutumée et une conscience plus mature du caractère éphémère des choses ». Pour Ray Laguna de Animación para adultos, qui se prononce sur des critères « strictement cinématographiques », Digimon Adventure: Last Evolution Kizuna n'est « pas toujours très stimulant [...] le développement de l'intrigue est un peu conventionnel, il tombe dans quelques excès mélodramatiques - le dénouement est déjà suffisamment émouvant - et, probablement pour des questions de budget, il y a des passages avec une animation limitée » dans ce film, qu'il considère néanmoins comme d'une belle sensibilité pour son public d'inconditionnels.

#### Accueil du public
En France, selon TeamManga entre autres, la campagne de promotion est conséquente ; compte tenu de sa sortie limitée, la mobilisation des fans se révèle satisfaisante pour le distributeur CGR Events ainsi que, a posteriori, d'un point de vue du magazine Animeland,. Le film se heurte néanmoins à des retours beaucoup plus tièdes de la part des spectateurs à l'automne 2020. Dans un sondage publié par le Journal du Japon le 28 janvier 2021, Last Evolution Kizuna est la 4e déception parmi les huit « films japonais vus au cinéma en 2020 » en France, pour 11,8 % des sondés. En queue des résultats, le film obtient 3,7% des votes pour les bonnes surprises de l’année 2020, 8,4 % pour les films que les sondés auraient aimé voir au cinéma, pour 7,4 % ayant vu ce film au cinéma en 2020. Sur Allociné, Last Evolution Kizuna recense une moyenne de 3,6⁄5, basée sur 21 notes spectateurs. Sur SensCritique, le film recense une moyenne de 7,5⁄10, basée sur 73 notes.
Au Japon, Digimon Adventure : Last Evolution Kizuna est le « 14e meilleur film d'animation de 2020 » pour le lectorat du magazine Anime!Anime!. Dans un sondage de popularité opéré sur le site Digimon de Bandai concernant les films de la franchise, il se classe 3e (16 % des votes, pour un choix de dix-huit films) sur une période de vote allant du 1er mai au 28 mai 2020, avec Digital Monster X-Evolution (20 %) et Bokura no Uō Gēmu! (30 %) qui complètent le podium. Last Evolution Kizuna atteint la 8e place parmi les « Best 100 » des votes du Tokyo Anime Award Festival 2021 pour le « meilleur film d'animation », le 2 décembre 2020,.
Le film figure dans le bilan annuel du réseau pour cinéphiles Letterboxd, en se classant 5e des films de la catégorie « Animation de 2020 » les mieux notés des membres ; et se classe également 5e des meilleurs films d'animation japonais de 2020 pour MyAnimeList.

## Digimon Adventure 20th Memorial Story
Digimon Adventure 20th Memorial Story (デジモンアドベンチャー20th メモリアルストーリー) est une série de courts métrages en relation avec Last Evolution Kizuna, dont le premier court, Sora e, est une préquelle se déroulant un jour avant le film principal. Les autres courts se concentrent sur des histoires qui dépeignent la vie quotidienne des personnages adultes et de leur Digimon et qui n'ont pas pu être intégrés au film,.
| N° | Titres | Date de sortie (Japon) |
| -- | --- | ---------------------- |
| 1  | Sora e (空へ, À Sora) | 22 novembre 2019       |
| 2  | Kokoro no ana (心の穴, Un cœur meurtri)                                                                                     | 21 février 2020        |
| 3  | Igaku-sei Kido Jō (医学生・城戸丈, Joe Kido, l'étudiant en médecine)                                                        | 10 juillet 2020        |
| 4  | Akogare no Jogress Shinka (あこがれのジョグレス進化, La Digivolution ADN convoitée)                                         | 16 octobre 2020        |
| 5  | Panpu to Gotsu no Shibuya-kei buyū-den (パンプとゴツの渋谷系武勇伝, Pumpkin et Gotsu : Des faits héroïques bien de Shibuya) | 25 décembre 2020       |

Le 20 août 2019, Toei Animation annonce son intention de créer cinq courts-métrages pour célébrer le vingtième anniversaire de Digimon Adventure, et décide de les financer par le biais du financement participatif, en ouvrant une page Campfire. À compter du 22 août 2019, les fans japonais ont eu jusqu'au 2 octobre pour collecter 10 000 000 ¥ afin de financer ces courts métrages, tout en précisant que même si le projet venait à échouer, les courts métrages seraient produits par une autre méthode. Le financement participatif est un succès, avec un taux de financement de 383% et un total de 38 336 588 ¥ collectés,.
La première histoire, Sora e, est programmée entre 22 novembre 2019 et le 9 janvier 2020 dans le cadre d'un pop-up theater, une projection temporaire réservé à Digimon, au complexe commercial Shibuya Parco. Le 31 janvier 2020, Toei Animation met en ligne Sora e avec des sous-titres anglais et japonais sur sa page officielle YouTube. Le deuxième épisode est diffusé dans le cadre d'une autre opération Pop-Up Theater entre le 21 février et le 16 avril 2020. Ainsi que le troisième épisode entre le 10 juillet et le 2 septembre 2020 et le quatrième épisode entre le 16 octobre et le 11 novembre 2020. Le cinquième et dernier épisode n'est pas projeté en public, et constitue donc une exclusivité dans le Blu-ray envoyé aux donateurs de la campagne.
Ces saynètes de Last Evolution Kizuna sortent en un Blu-Ray dédié, en récompense pour les donateurs le 25 décembre 2020. Les cinq épisodes sont inclus.

## Bande originale

### Partition

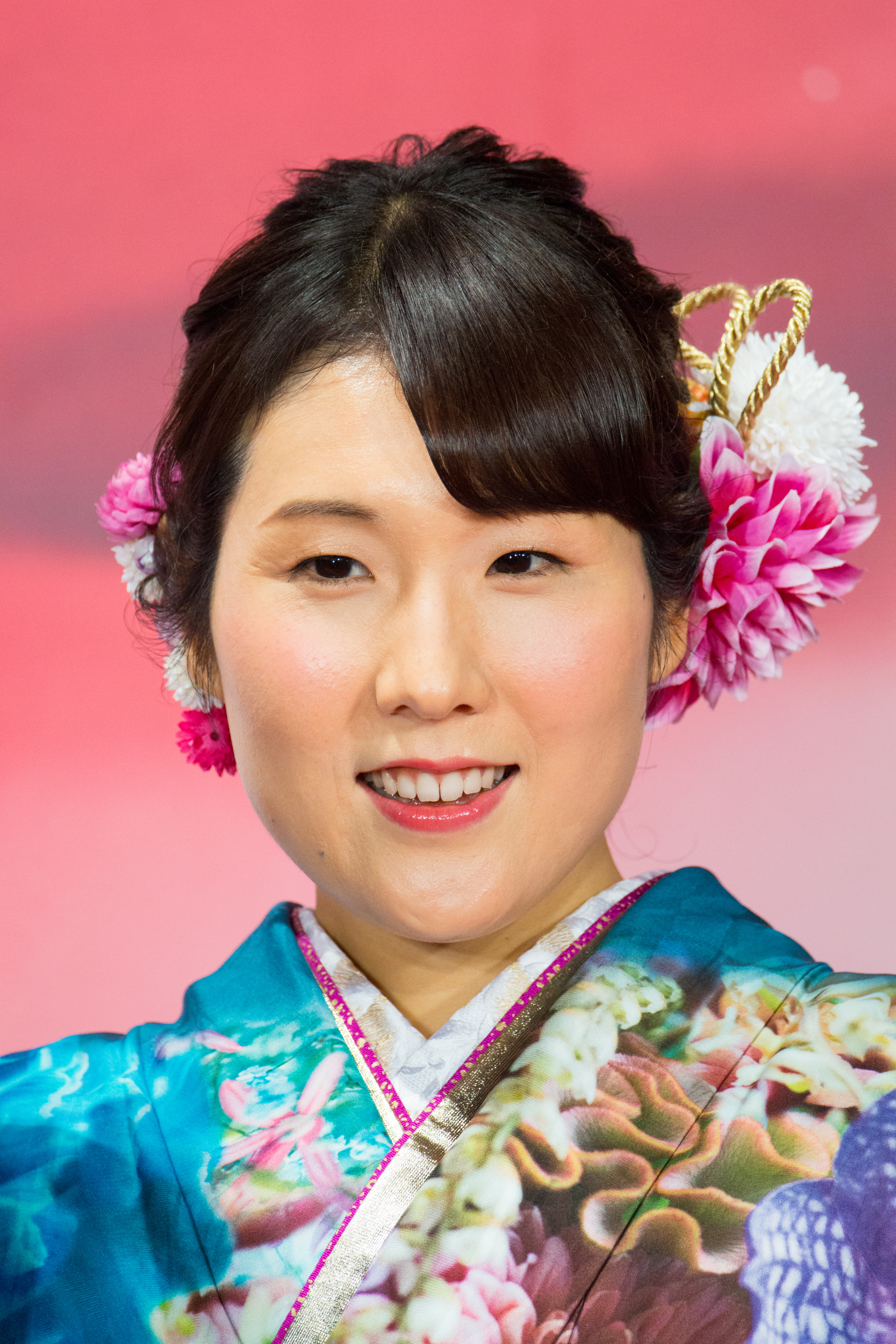
Harumi Fūki, la compositrice de Digimon Adventure: Last Evolution Kizuna.

La partition sonore du film est commandée à Harumi Fūki, compositeur, arrangeur musical et pianiste. La musique de la première partie du film est composée de manière à correspondre aux références du film pour le public cible au Japon, la deuxième partie devait être plus moderne dans l'arrangement.
Digimon Adventure: Last Evolution Kizuna Original Soundtrack est commercialisé le 29 juillet 2020 par le label Feel Mee. 
| Liste des titres | Liste des titres                                                                | Liste des titres | Liste des titres | Liste des titres | Liste des titres | Liste des titres | Liste des titres | Liste des titres | Liste des titres |
| No               | Titre                                                                           | Durée            |                  |                  |                  |                  |                  |                  |                  |
| ---------------- | ------------------------------------------------------------------------------- | ---------------- | ---------------- | ---------------- | ---------------- | ---------------- | ---------------- | ---------------- | ---------------- |
| 1.               | Boléro -kizuna ver.-                                                            | 03:21            |                  |                  |                  |                  |                  |                  |                  |
| 2.               | Twilight                                                                        | 03:23            |                  |                  |                  |                  |                  |                  |                  |
| 3.               | Opus N.2 "Printemps" en la majeur / Bokura no War Game ! -kizuna ver.-          | 03:16            |                  |                  |                  |                  |                  |                  |                  |
| 4.               | From Spain with Love                                                            | 00:49            |                  |                  |                  |                  |                  |                  |                  |
| 5.               | Menoa Bellucci                                                                  | 03:39            |                  |                  |                  |                  |                  |                  |                  |
| 6.               | Wirepuller                                                                      | 02:35            |                  |                  |                  |                  |                  |                  |                  |
| 7.               | Shuugeki soshite… -kizuna ver.-                                                 | 01:54            |                  |                  |                  |                  |                  |                  |                  |
| 8.               | EOSMON                                                                          | 01:31            |                  |                  |                  |                  |                  |                  |                  |
| 9.               | OMEGAMON                                                                        | 01:06            |                  |                  |                  |                  |                  |                  |                  |
| 10.              | Panic Confusion                                                                 | 00:34            |                  |                  |                  |                  |                  |                  |                  |
| 11.              | Farewell                                                                        | 02:58            |                  |                  |                  |                  |                  |                  |                  |
| 12.              | Limited time                                                                    | 01:33            |                  |                  |                  |                  |                  |                  |                  |
| 13.              | Target ~Akai Shogeki~ -ramen ver.-                                              | 01:28            |                  |                  |                  |                  |                  |                  |                  |
| 14.              | Target ~Akai Shogeki~ -SPY1 Ver.-                                               | 00:36            |                  |                  |                  |                  |                  |                  |                  |
| 15.              | Target ~Akai Shogeki~ -SPY2 Ver.-                                               | 00:21            |                  |                  |                  |                  |                  |                  |                  |
| 16.              | A battle of the mind                                                            | 01:59            |                  |                  |                  |                  |                  |                  |                  |
| 17.              | Confrontation                                                                   | 05:03            |                  |                  |                  |                  |                  |                  |                  |
| 18.              | Partner                                                                         | 01:40            |                  |                  |                  |                  |                  |                  |                  |
| 19.              | Neverland                                                                       | 02:25            |                  |                  |                  |                  |                  |                  |                  |
| 20.              | We will always be together!                                                     | 00:50            |                  |                  |                  |                  |                  |                  |                  |
| 21.              | Aurora                                                                          | 03:53            |                  |                  |                  |                  |                  |                  |                  |
| 22.              | Great Attack                                                                    | 01:07            |                  |                  |                  |                  |                  |                  |                  |
| 23.              | Shōri ~Zen no Theme~ -kizuna ver.-                                              | 00:57            |                  |                  |                  |                  |                  |                  |                  |
| 24.              | Brave Heart -kizuna ver.-                                                       | 01:39            |                  |                  |                  |                  |                  |                  |                  |
| 25.              | Menoa                                                                           | 04:23            |                  |                  |                  |                  |                  |                  |                  |
| 26.              | Sono saki he -movie size- (Ayumi Miyazaki, Yuhki Shirai, Yippee, Cher Watanabe) | 02:33            |                  |                  |                  |                  |                  |                  |                  |
| 27.              | Salvation                                                                       | 03:39            |                  |                  |                  |                  |                  |                  |                  |
| 28.              | Walk on the Edge - Ishida Yamato Theme -kizuna ver.-                            | 00:42            |                  |                  |                  |                  |                  |                  |                  |
| 58:16            |                                                                                 |                  |                  |                  |                  |                  |                  |                  |                  |

### Singles et album
L'album Digimon Adventure: Last Evolution Kizuna Original Soundtrack, usorti le 29 juillet 2020. Il est précédé des singles Butter-Fly (Kizuna Edition Version), le 18 février 2020, Brave Heart -Last Evolution Version-, sorti le 19 février 2020n Sono saki he, sorti le 19 février 2020 contenant le titre homonyme et Surechigau Mirai d'Ayumi Miyazaki, Hanarete ite mo, sorti le 19 février 2020 contenant le titre homonyme et Ashita wa Atashi no Kaze ga Fuku -2020 Version- de Ai Maeda, Digimon Adventure 02 Best Partner Kizuna, sort en six CD single le 1er août 2021, pour dix-huit titres, et de Bokura wa Doko he Iku?, single drama sorti le 2 septembre 2020 avec l'édition deluxe du Blu-ray au Japon.

### Roman
Une adaptation homonyme en roman paraît le 7 février 2020, en deux versions. La première chez DASH X Bunko (英社)  (ISBN 4086313553), en deux-cent-douze pages par Ryōsuke Maki. La deuxième chez Shueisha Mirai Bunko (集英社)  (ISBN 4083215569), et s'adresse à un public plus jeune en deux cent vingt-six pages, par Asahi Kawabata.